# Erminio Ferretto
Erminio Ferretto (Carpenedo, 12 dicembre 1915 – Bonisiolo, 6 febbraio 1945) è stato un partigiano italiano.

## Biografia
Erminio Ferretto, partigiano veneziano, nacque il 12 dicembre 1915 a Carpenedo (VE). Il padre era un commerciante che possedeva degli immobili presso Carpenedo, mentre la madre, di professione ignota, morì quando ancora Erminio era bambino, lasciando lui e i suoi tre fratelli alle cure della sorella maggiore Flora. Ancora adolescente è costretto ad andare a lavorare come commesso presso la bottega dei fratelli Coin a Mestre. In questo ambiente matura probabilmente le sue idee antifasciste, permesse anche dalla mentalità familiare, disinteressata alla vita politica.
All’età di quindici anni decise di emigrare in Francia, in quanto l'affermarsi sempre più violento del Fascismo in Italia lo spinse a lasciare il Paese in favore della Terza Repubblica francese. In questo periodo, oltre al lavoro da dipintore che fa per mantenersi, Ferretto rafforza i suoi ideali antifascisti. Appena sette anni dopo, nel 1937, decide di dirigersi verso il territorio spagnolo per combattere attivamente la lotta contro le truppe di Francisco Franco (e quelle nazifasciste), a sostegno delle brigate internazionali (principalmente comuniste). Le esperienze di combattimento fatte in queste situazioni, gli serviranno anni dopo nelle azioni partigiane; in questo ambiente incontrerà, inoltre, altre figure antifasciste (come Augusto Pettenò con il quale stringe un’importante amicizia e che lo seguirà nell'esperienza partigiana). Queste frequentazioni lo spingeranno ad aderire al Partito Comunista Italiano (PCI).
Quando nel 1939 cade la repubblica spagnola, in seguito alla presa di Madrid da parte di Francisco Franco, Ferretto e altri soldati antifascisti sono costretti a lasciare il paese e tornare in Francia.
L’anno successivo, con la formazione del governo di Vichy, Ferretto viene arrestato e poi internato a Gurs, ai piedi dei Pirenei, in quello che inizialmente doveva essere semplicemente un centro di accoglienza per i reduci dalla Spagna, ma che ben presto diventa un campo di internamento per prigionieri politici. Qui però vi rimane solo un anno perché nel 1941 viene confinato a Ventotene (Lazio, Italia), l’isola in cui si trovano quasi 900 antifascisti (tra gli altri ricordiamo Umberto Terracini, Luigi Longo, Pietro Secchia, Camilla Ravera, Ernesto Rossi, Altiero Spinelli, Sandro Pertini, Riccardo Bauer), con i quali può confrontarsi riguardo tematiche socio-politiche.
In seguito alla caduta del Fascismo risalente al 1943, Ferretto fa ritorno nella città di Mestre, ma appena qualche mese dopo viene ricercato dai fascisti e arrestato il 2 febbraio del 1944. Durante l’arresto viene torturato e interrogato, ma, senza aver confessato nulla, viene rilasciato qualche giorno dopo.

Nello stesso anno, il mese dopo, si sposta nel Vajont e nei mesi successivi opera nel territorio Trevigiano, terminando l’anno con un duro inverno che limita fortemente le azioni partigiane. Ferretto muore nella notte tra il 5 e il 6 febbraio 1945 quando si trovava insieme ad un gruppo di partigiani nella casa della famiglia Pavan a Bonisiolo (TV). La dinamica della sua morte è molto controversa, infatti, come testimonia Pettenò («Erminio Ferretto “el Venezian”» nello scritto di G. Turcato), la sera stessa della sua morte, un suo commilitone viene arrestato dalle truppe nazifasciste, e sotto tortura rivelò la posizione della brigata nella quale vi era anche Ferretto. Saputo ciò, quella stessa notte, un gruppo di quaranta uomini delle brigate nere irruppero in casa Pavan; costringendo i rifugiati presenti a fuggire, tranne Ferretto e suo cugino Martino, i quali si nascosero nella stalla sotto la paglia della mangiatoia. Dei due solo Ferretto viene scoperto e ucciso sul colpo. 

Corpo di Ferretto

In seguito alla sua morte, la brigata di cui faceva parte prese il suo nome e, infine, il 4 maggio viene tenuto il suo funerale e Ferretto viene definitivamente sepolto nel cimitero di Mestre.

## Operato
Giovane idealista, nel luglio del 1937 decise di espatriare clandestinamente per dare il suo contributo alla difesa della Repubblica spagnola, arruolandosi nelle Brigate Internazionali nella guerra contro Francisco Franco. Un’esperienza che condivise con altri 4 000 italiani e che gli consentì non solo di maturare dal punto di vista politico, con la piena adesione al partito comunista, ma anche di imparare le tecniche della guerriglia.

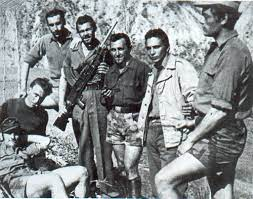
Brigata Garibaldi

Quanto apprese in quegli anni gli tornerà utile quando si schiererà a fianco della Resistenza italiana. Caduta la Repubblica, riparò in Francia, dove fu internato e, successivamente, consegnato alla polizia italiana. Processato e inviato al confino, rimase a Ventotene dal giugno del 1941 sino alla caduta del fascismo. Venne liberato nell’agosto del 1943. Con l'armistizio dell'8 settembre Ferretto e altri organizzarono dei gruppi di oppositori soprattutto all'interno delle fabbriche di Porto Marghera. La loro attività consisteva nel reperire armi ed esplosivi, sabotare la produzione bellica, sottrarre i materiali destinati dai nazifascisti alla Germania e organizzare gli scioperi nelle fabbriche; inoltre, Ferretto si diede da fare per riorganizzare il Partito comunista a Mestre. Subì un primo arresto nel febbraio del 1944 e si rese conto che la situazione in Italia era diventata pericolosa per lui e decise perciò di trasferirsi. Ai primi di marzo insieme ad Augusto Pettenò, Diomiro Munaretto “Danton” e al cugino Ruggiero Ferretto si spostò nella zona del Vajont (nel bellunese).
Qui si unì alla formazione partigiana “Tino Frediani”, che farà poi parte della famosa Divisione “Nino Nannetti”.  Venne poi coinvolto nell’organizzazione delle prime bande partigiane tra il Bellunese e l’Alto Trevigiano e contribuì alla nascita di formazioni importanti come le Brigate Mazzini e Tollot, operative nella zona tra Valdobbiadene e Vittorio Veneto. In quella fase Ferretto divenne per tutti “El Venezian” e diede vita insieme a Pettenò al battaglione Mestre (composto da giovani mestrini e trevigiani) all'interno della Brigata “Tollot”, assumendone il comando. Nell’estate del 1944 ci fu il brutale inasprimento della reazione fascista e nazista che portò lo scontro ad assumere dimensioni totali e particolarmente violente. I grandi rastrellamenti del mese di settembre segnarono una battuta d’arresto nelle azioni delle brigate partigiane, imponendo un veloce ripiegamento e una complessiva riorganizzazione.
Episodi di violenza inaudita dilagarono rapidamente in pianura fin dentro al perimetro urbano inaugurando, secondo la definizione di Sandra Savogin, una vera e propria “lotta senza quartiere”. Sono soprattutto i garibaldini della “Felisati” (operaio mestrino, morto nella rappresaglia fascista di Ca' Giustinian a Venezia il 28 luglio 1944), al comando di Augusto Pettenò ed Erminio Ferretto, che operavano nella zona orientale del mestrino e nei comuni vicini di Mogliano, Marcon e Quarto d’Altino, ad effettuare dall’autunno 1944 una serie di azioni sempre più decise e intraprendenti (sabotaggi, attentati, scontri ed esecuzioni di fascisti), tali da compromettere seriamente la credibilità e l’autorità delle forze e degli organi fascisti repubblicani, ormai decisi a ribattere “colpo su colpo” alle offese subite. In quegli anni l'attività partigiana fu molto dura e difficoltosa per Ferretto e i suoi compagni. “El Venezian” però puntava molto sulla collaborazione, sulla comprensione e sulla fiducia dei contadini nei confronti dei partigiani.
La resistenza mestrina, come quella in molte altre parti d'Italia riuscì, infatti, a sopravvivere anche grazie all'aiuto e al sostegno di alcune famiglie che molte volte li ospitavano, offrendo rifugio e viveri, come fecero ad esempio la famiglia Florian di Dese e quella Pavan di Bonisiolo. Nello scritto «Erminio Ferretto “el Venezian”» di G. Turcato, Pettenò racconta della condizione di particolare logoramento fisico e psicologico del battaglione e del gruppo di comando, braccati entrambi ormai da tempo dai fascisti e divenuti ospiti nella casa colonica della famiglia mezzadrile di Ferdinando Pavan, base fortunatamente non ancora nota alle brigate nere. Il 5 febbraio tre staffette, due uomini e una donna, inviate a Combai per raggiungere Munaretto e Pettenò, ritornarono con la risposta in cui i due, sconsigliavano al gruppo di rifugiarsi in montagna. Subito dopo le tre staffette vennero fermate a Casale sul Sile, dai fascisti e solamente la donna riuscì a sfuggire e ad avvisare Erminio Ferretto dell'arresto. A quel punto, “el Venezian” decise di far spostare due squadre in altri rifugi e di restare a Bonisiolo con il comando, composto anche dal cugino Martino Ferretto “Sergio”, Ettore Mestriner, Giuseppe Bresolin e Giuseppe Battaglia. Una delle notti seguenti arrivarono le brigate nere guidate da una dalle staffette arrestate.
La masseria venne perquisita e fatti uscire i buoi. Mestriner e Bresolin erano in casa, al piano di sopra, mentre gli altri tre erano nella stalla. Nella confusione, i partigiani, che avevano occultato le armi, cercarono di nascondersi: alcuni dei presenti si appiattirono sotto il letto di una donna che aveva partorito da poco e non vennero individuati, Bepi Battaglia salì sul tetto del fienile e benché ferito riuscì a fuggire, Erminio e Martino Ferretto si nascosero in fretta nella mangiatoia degli animali cercando di mimetizzarsi nel fieno. I fascisti frugarono più volte con i forconi, Martino, colpito alla gamba riuscì a trattenersi, mentre Erminio, ferito alla gola o all'inguine, emise un grido e venne subito individuato. Fatto uscire allo scoperto venne ucciso con una raffica di mitra. Dopo la sua morte la formazione, una volta riorganizzatasi, prese il suo nome.

## Citazioni e omaggi

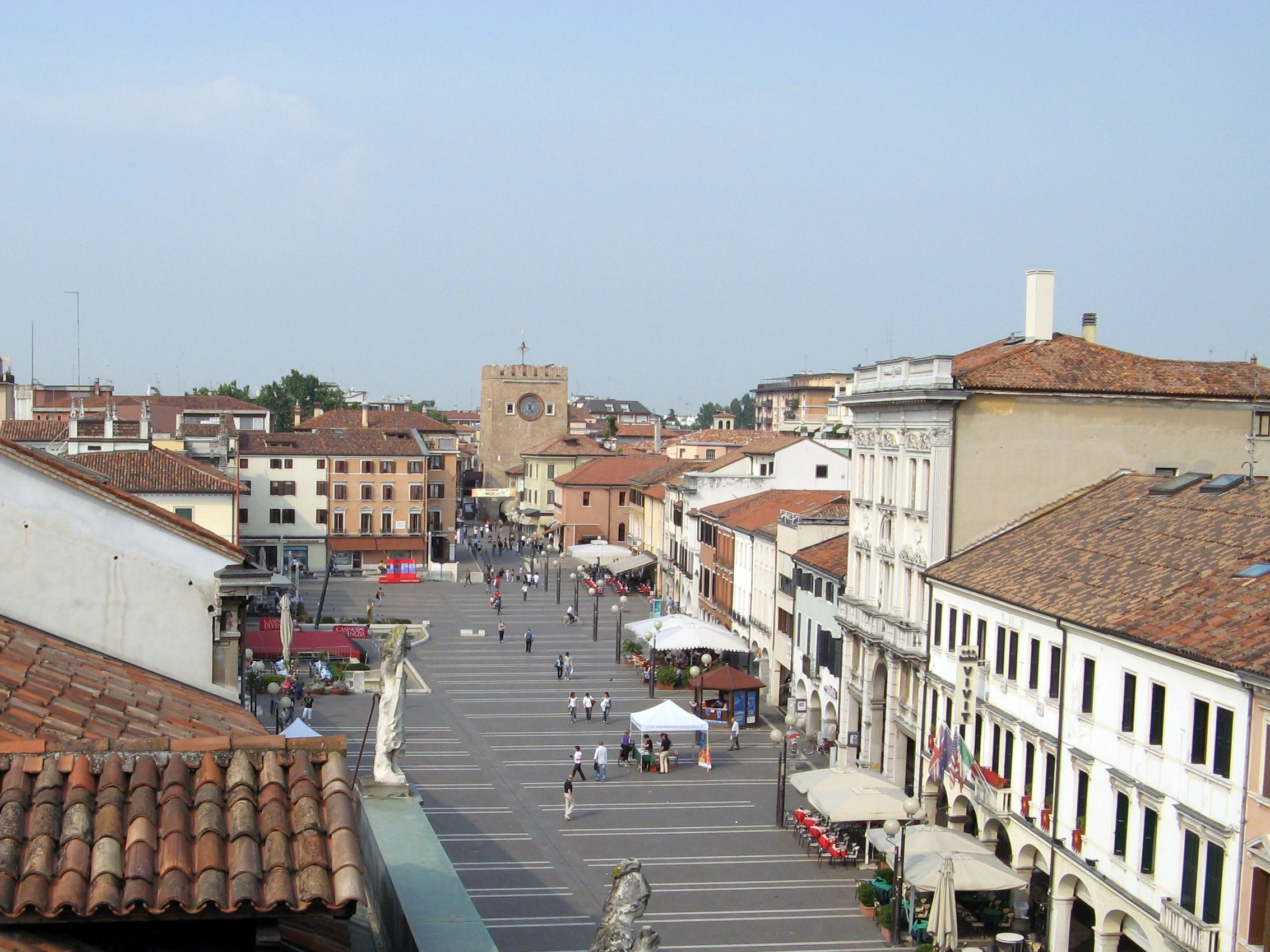
Piazza Ferretto di Mestre

Dopo la sua morte il battaglione si trasformò in 31a Brigata Garibaldi "E. Ferretto".
Inoltre, il 29 aprile del 1945 il CLN di Mestre intitolò la Piazza principale della città (all'epoca Piazza Ettore Muti) a Erminio Ferretto.
Attualmente al partigiano oltre alla principale piazza di Mestre è intitolata una strada di Mogliano Veneto, dove peraltro si trova un cippo in suo ricordo.

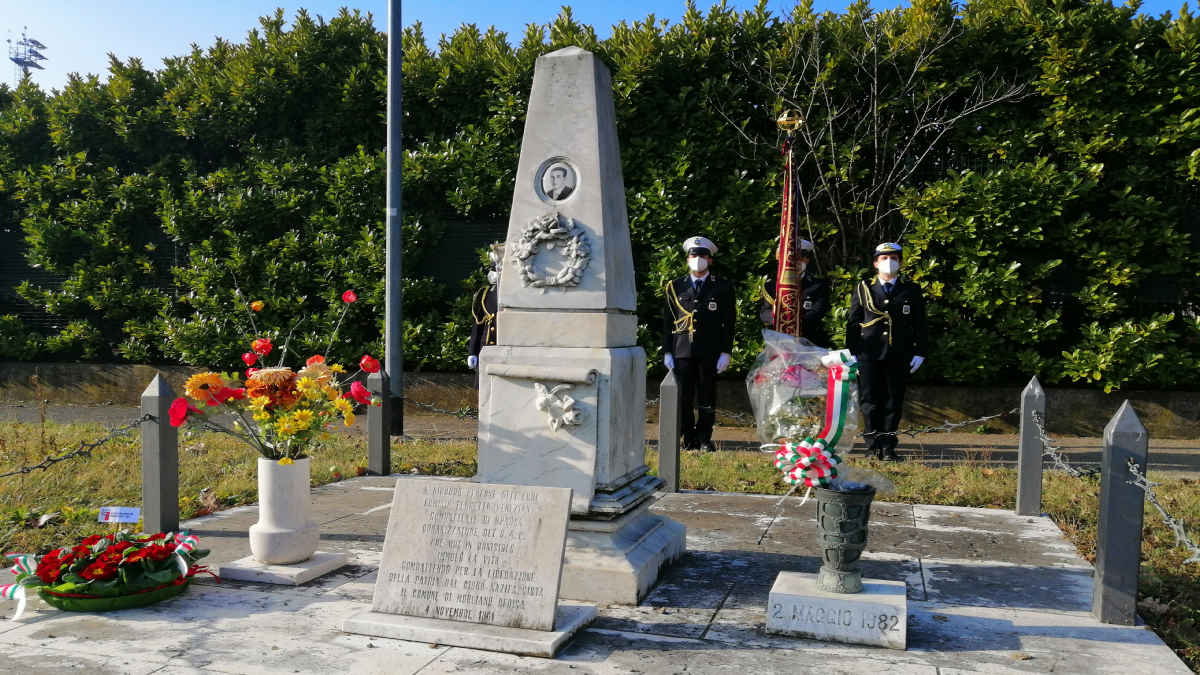
Monumento Ferretto